# Csornoky Viktor
Csornoky Viktor (szül. Bun Győző) (Budapest, 1919. június 10. – Budapest, 1948. december 7.), ügyvéd, diplomata, kisgazdapárti politikus, Tildy Zoltán veje, akit koncepciós perben kötél általi halálra ítéltek és kivégeztek.

## Életpályája
Fiatalon elhunyt édesapja ítélőtáblai bíró volt. A család eredeti neve Bun, nevét 1945-ben magyarosította. A Fáy András Reálgimnázium elvégzése után a Királyi Magyar Pázmány Péter Tudományegyetemen folytatta tanulmányait, 1942-ben jogtudományi, majd egy év múlva államtudományi doktorátust szerzett.
1942-ben belépett a Független Kisgazdapártba (FKgP), ahol 1943–1944-ben a Polgári Tagozat titkára. Az 1944. márciusi német megszállást követően illegalitásba vonult, részt vett az ellenállási mozgalomban. 1944. áprilisban házasságot kötött Tildy Erzsébettel, Tildy Zoltán, az FKgP vezető politikusának leányával. Budapest ostroma után apósa oldalán azonnal bekapcsolódott a közéletbe, 1945 januárjától a Független Kisgazdapárt fővárosi főtitkára, és a fővárosi szervezet Intéző Bizottságának tagja. 1945. augusztus 20-án beválasztották a párt országos Intéző Bizottságába. 1945 februárjától a budapesti törvényhatósági bizottság tagja, május 16-tól alelnöke. Áprilisban bekerült az Ideiglenes Nemzetgyűlésbe, majd a november 4-i választásokon nemzetgyűlési mandátumot szerzett.
Még abban a hónapban megbízták az újra felállított washingtoni magyar követség első titkári feladatainak ellátásával. 1946-ban, Szegedy-Maszák Aladár követ távollétében rövid ideig ideiglenes ügyvivő volt. 1946 decemberében kétes pénzügyi machinációi miatt hazarendelték. 1947 januárjában tért vissza. Magyarországon rövid ideig ügyvédi gyakorlatot folytatott, majd februártól néhány hétig a Független Kisgazdapárt Politikai Bizottságának titkára volt, de a munkáspártok tiltakozása nyomán le kellett mondania. 1947 februárjától novemberig a Demokrácia című lap főszerkesztője. 1945–1947 között részt vett több társadalmi szervezet munkájában, többek között a Kinizsi Sportközpont, illetve a Pannónia Evezős Klub elnöke, a Magyar Evezős Szövetség és az FTC társelnöke, a Magyar Külügyi Társaság, a Magyar–Jugoszláv Baráti Társaság és a Magyar Újságírók Országos Szövetsége elnökségi tagja volt.
1947. november 22-én kinevezték egyiptomi követté. Kairói követként állítólag kapcsolatot tartott fenn az amerikai titkosszolgálattal, s ezért 1948. július 23-án hazarendelték és még aznap rendőrhatósági őrizetbe vették. Az előzetes letartóztatásra csak november 4-én került sor hűtlenség (hazaárulás) és kémkedés koholt vádjával, de az ügyészségi fogda helyett az államvédelmi osztály  fogdájában őrizték. Apósát, Tildy Zoltánt veje kémkedési botránya miatt lemondatták köztársasági elnöki tisztéről. Az FKgP kizárta a pártból. Koncepciós perben a népbíróság elsőfokú halálos ítéletét december 6-án másodfokon is helyben hagyták, s másnap kivégezték. 1992. június 8-án ítéletét semmisnek nyilvánították.